# البدء مرة أخرى (فلم)
البدءُ مرّةً أُخرى (بالإنجليزية: Begin Again) هو فيلمٌ درامي موسيقي أمريكي كَتَبهُ وأخرجه جون كارني الذي كانَ ينوي تسميَتَهُ بـ«أبإمكانِ الموسيقى حمايةَ حياتك؟». الفيلمُ من بطولةِ كُلٍّ من كيرا نايتلي ومارك رافالو وآدم ليفين الذي يُمثّلُ لأولِ مرّة. يحكي الفيلم عن مُنتجٍ للأغاني وَجَد ضالّته في فَتاةٍ سَمِعَها في إحدى حانات نيويورك واتّفقَ مَعها على إنتاجِ ألبومِها الأوّل المُسجّل في الأماكن العامّة في المدينة.
بعدَ نَجاحِ فيلم مرة في 2007 بدأ المُخرج كارني بكتابةِ النُسخة الأوّليّة من هذا الفيلم وأنهاها في 2010 واتّفقَ مع جريج ألكسندر على كَتابةِ أغاني الفيلم. وبميزانيّةٍ بَلغت 8 ملايين دولار بدأ إنتاجُ الفيلم في يوليو 2012 وصُوِّرَ بأماكِن مُختلفة في أنحاءِ مدينة نيويورك. وعُرِضَ الفيلم لأوّل مرّة في مهرجان تورونتو السينمائي الدولي 2013 وبدأ عرضُه في الصالات بِشهر يونيو في 2014 تَزامُناً مع إطلاقِ ألبوم الموسيقى التصويريّة للفيلم. وَوصلتْ إيراداتُه لأكثَر من 63 مليون دولار عالميّاً وتلقّى مُراجعاتٍ إيجابيّة من النُقّاد بشكلٍ عام. كما رُشِّحَت أغنية "Lost Stars" لِنيلِ جائزة الأوسكار لأفضل أغنية أصلية في حفل توزيع جوائز الأوسكار السابع والثمانون.

## القصّة
يَحكي الفيلم عن رَجُلٍ بائس يُطرد من وظيفته التي هي بمجال إنتاج الموسيقى لعدم جلبه أي فنانيين في السنوات الاخيرة وعدم إحرازه أي تَقَدُّم لا على مستوى حياته الشخصية ولا الوظيفية، يقضي أيامه بين الحانات فيلتقي بالصدفة في أحد الحانات بِشابةَ لها ظروفها أيضاً تُؤدّي أحد أغنياتها؛ ولأن للموسيقى سِحرها تَسحره هي الأخرى على الرغم من أنّها لم تَسْحَر غيره ولم ينتبه لها أحدٌ من الحاضرين، ولأن هذا النوع من الموسيقى هو النوع الطربي الأصيل الذي لاينتبه له الجميع ولايحدث ضجيج وقد يكتفي صاحبه بأشخاص معدودين لكن الأهم أنهم يميزون مايقول ويقدرونه. بعد انتهائها من غناء أحد اغنياتها يقابلها ويريد أن يُسجّل لها أغانيها على الرغم من أنه لم يعد يملك وظيفته ولايملك أي نقود.
بعدَ يومٍ توافق هذه الفتاة على العرض المُغري لأنها ليس لديها ما تَخسره بعد خسارتها لحبيبها، يبدءان بتجميع الفرقة الموسيقية التي يحتاجونها من عازفين وطبالين ولكن لايجدون استديو ليُسجّل لهم ولأن العالم كله يُعتبر استديو يفضلون أن يقومون بشي استثنائي وأن يسجلوا كل أغانيهم بالشارع بين الناس وأصوات أبواق السيارات ووسطَ إزعاج الأطفال وكل ماحولهم هو جزء لايتجزء من موسيقاهم. فيُسجّلون ألبومهم الأوّل ويقومون بتوزيعه.

## طاقَم العَمل
- كيرا نايتلي بدور غريتا جيمس.
- مارك رافالو بدور دان.
- آدم ليفين بدور ديف كول.
- كاثرين كينر بدور مريام هارت.
- هيلي ستاينفيلد بدور فوليت مورغان.
- جيمس كوردن بدور ستيف.
- سيلو غرين بدور تريبلغم.
- ياسين باي بدور سول.

## الإنتاج

### التطوير
وَضَع جون كانري رؤوسَ أقلامِ قصّة الفيلم قبلَ عِدّة سنواتٍ من البدء في كتابته. وقد استوحى القصّة من تَجارِبه الخاصّة كموسيقيٍّ في فِرقة ومن انطباعِه للفنّانين والمُنتجين الذي تكوّن في عقدِ التسعينات، وهوَ ما أدّى لظهور شخصيّة دان بهذا الشكل. وقد كَتَب كارني النُسخة الأولى تحتَ اسم «أبإمكانِ الموسيقى حمايةَ حياتك؟» واستوحى كانري أسلوبَ تسجيلِ الموسيقى في الهواء الطَلق من فيلم جودي غارلند «النجمة وُلِدتْ - A Star Is Born» الذي أُنتِجَ في 1954. كانت بِدايةُ الفيلم في 2010 حيثُ طَلَب كارني من المُخرج جاد أباتاو إنتاجَ الفيلم. ثُمَ لاحقاً أنتجَه مع توبين أرمبرست وأنطوني بريغمان الذين موّلوا الفيلم لِتَصِلَ ميزانيّته 8 ملايين دولار.

### اختيار الأدوار

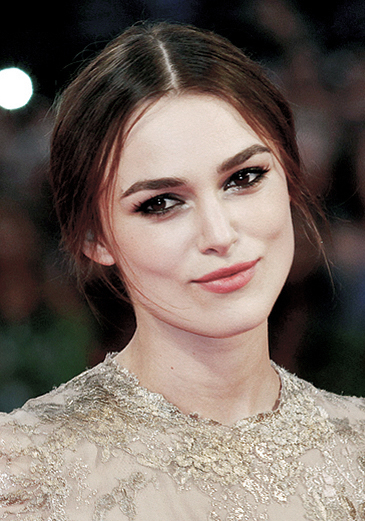
كيرا نايتلي وقد مَثّلت أحد الأدوار الرئيسيّة

قبلَ اعتماد كيرا نايتلي للدورِ الرئيسي أرادً كارني أن يكونَ الدورُ من تأدية أديل أو غيرها من الأسماء كـ سكارليت جوهانسون. في النِهايةَ أُعتُمِدَ على كيرا نايتلي لتأدية الدور، وهي لم تُغنِّ بشكلٍ احترافيٍّ من قَبَل مما أدّى لصعوباتٍ في تأديةِ الدور، بيدَ أنّها تدرّبت عِندَ مُدرّب مُختَصّ وتعلّمت العَزفَ على القيثارة. أمّا عن مارك رافالو فقد كانَ اختيارَ كانري الأوّل لِلَعبِ دورِ دان. وقد وافَق على أداء الدورِ بعدما أرسَلَ لهُ كانري النُسخةَ الأوّلية من السيناريو. والمُغني آدم ليفن كانَ اختيارَ كانري الأوّل الذي لم يُغيّره، ووافقَ على أداء الدورِ بعدَ مُحادثةٍ مع المُخرج عبرَ سكايب. وقد مثّلَ ليفن بأداورٍ بسيطة على التلفاز ولكن هذا الفيلم كان الأوّل الذي يُمثّل فيه بشكلٍ رئيسي.

### التصوير
بدأ التصوير الرئيسي في مدينة نيويورك بتاريخ 2 يوليو 2012، واستغرقَ منهم 23 يوماً. وقد اختارَ كارني أحياء مانهاتن غير الشَهيرة حيثُ يتواجدُ السُكّان المحليّون وتَقِلُّ نِسبَةُ السُيّاح، وقد شَمِلت المواقِع حيّ غرينتش والحيّ الشرقي وواشنطون سكوير بارك وميدان التايمز.

### الموسيقى التصويريّة
صَدَر ألبوم الموسيقى التصويريّة في 30 يونيو 2014 في الولايات المُتّحدة. مُعظم أغاني وموسيقى الفيلم ألّفها ولحّنها كُلّ من جريج ألكسندر ونيك لاشلي وريك ناولس ونيك ساوثوود بالإضافة لكونِ المُخرج كارني وجلين هانسارد قاما بتأليفِ جُزءاً منها، تِلكَ الأغاني هي التي غنّاها كُلّ من ناتالي وليفن. يُذكر أنّ أغنية Drowning Pool التي غنّتها الفرقة الآيرلندية The Walls لم تُدرج ضِمنَ الألبوم. كما رُشِّحَت أغنية "Lost Stars" لِنيلِ جائزة الأوسكار لأفضل أغنية أصلية في حفل توزيع جوائز الأوسكار السابع والثمانون.

## الاستقبال الجماهيري
عُرِضَ الفيلم لأوّل مرّة مهرجان تورونتو السينمائي الدولي في 7 سبتمبر 2013 حيثُ تبنّته شركة وينشتاين لتوزيعه. ثُمّ عُرِضَ لاحقاً في الليلةِ الأخيرة من مهرجان تريبيكا السينمائي في 26 أبريل 2014. وقد غُيّر اسم الفيلم في الفترةِ ما بينَ العَرضِ الأوّل في المهرجان وعرضِه بدور السينما وذلك أنّهم وَجدوا أنّ من الصَعبِ على المُشاهدين تذكّر الاسم.

### شُبّاك التَذاكِر
بدأ عَرضُ الفيلم في صالاتٍ محدودة في الولايات المُتّحدة بتاريخ 27 يونيو 2014 وَوصلتْ إيراداتُه إلى 134,064 دولا خلالَ أسبوعِ الافتتاح، ثُمّ عُرِضَ عالميّاً في 11 يوليو. وقد أُعيدَ عَرضُه في 29 أغسطس. وبلغت إيراداته أكثر من 16 مليون في الولايات المُتّحدة و63 مليون عالميّاً.

### استقبال النُقّاد
تلقّى الفيلم مُراجعاتٍ إيجابيّة من النُقّاد بشكل عام، ففي موقع الطماطم الفاسدة حَصَل الفيلم على درجة 83% بناءً على تقييم 144 مُقيّم مع مُتوسّط دَرجة 6.9/10 وقالوا عنه: «عودة الكاتِب والمُخرج جون كارني ليست قوية هذهِ المَرة كَفيلمه السابق مرة ولكن استمتعنا بالعَمل وهذا الفيلم من الصَعبِ مقاومته.» وفي موقع ميتاكريتيك حَصَل الفيلم على دَرجة 62 بناءً على 39 مُراجِعاً. وقد كَتَب موقع الشاشة الغربيّة في مُراجعته للفيلم: «تَحيّة كبيرة لمخرج العمل المبدع... أتمنى في هذا العام أن تعود أغانيه لخطف المزيد من جوائز الأوسكار لأنه يستحق ذلك بجدارة.»

## روابط خارجية
- مقالات تستعمل روابط فنية بلا صلة مع ويكي بيانات